# 臺南市北區立人國民小學
臺南市北區立人國民小學是一所位於臺灣臺南市北區的市立國民小學，其歷史可追溯到日治時期創立的「臺南第二公學校」:15:20。該校也是臺南傳統棒球名校，有陳智源、黃清輝、陳振雄等校友:43、45。校內的忠孝樓為日治時期建築，以原寶公學校本館的名義公告為臺南市市定古蹟。

## 沿革

### 臺南第二公學校時期

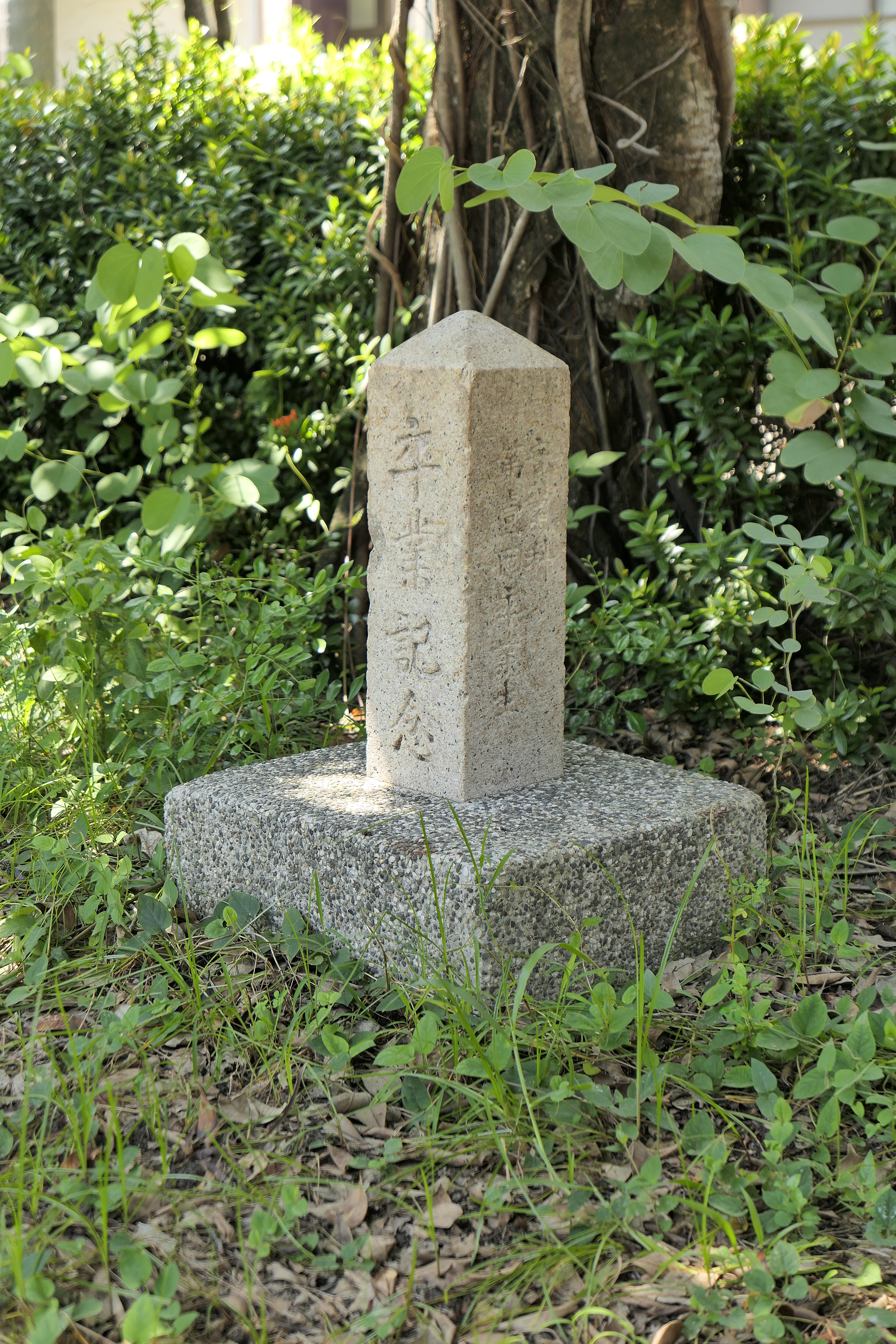
畢業紀念石碑（1915年）

立人國小的歷史可追溯到日治時期明治卅一年（1898年）創立的「臺南第二公學校」 （页面存档备份，存于），該校最初借用臺南水仙宮附近的府城三郊總部三益堂（今臺南永樂市場）上課:15:20。臺南第二公學校是在該年（1898年）9月30日核准設立，於10月22日舉行開校典禮:15。開校當日有臺南縣知事磯貝靜藏、臺南辨務署署長川田久喜等首長到場，並有當地紳商、書房教師等60多人到場:15。首任校長是平田忠四郎，教職員有日籍教員近藤森、臺籍雇員郭君盤和葉朗初等3人，共招收了57名學童:15:127。
而由於三益堂空間不夠使用，明治卅三年（1900年）5月28日}將男學童遷到設在外新街舊育嬰堂的校舍，該處有3間教室，並有辦公室、浴室、廁所、宿舍、運動場等設施:15。女學童留在水仙宮三益堂，稱為「女子部分教室」:15:557。後來到了明治卅五年（1902年）4月28日，水仙宮女子分教室關閉，女學童也改到育嬰堂校舍上課:15:557。
不過因為學生人數仍在增加，明治卅七年（1904年）4月1日又在水仙宮設置兩間分教室:15。之後明治卅九年（1906年）4月1日則改為借用頂南河街民宅來增設7間教室，而水仙宮的分教室則予以關閉:15。而在借用建築設教室多年後，明治四十二年（1909年）挑選了德慶溪北十八洞街的「大廠」遺址興建新校舍:16:556。新校舍在明治四十四年（1911年）1月15日落成，計有本館1棟8間，教室4棟（每棟3間）、運動場:16。而由於同年2月8日舉行的南部物產共進會:171選擇該校新址為會場，所以新蓋了禮堂作為式場。之後在3月31日才舉行竣工典禮，並將男學童移到新校舍:16。同年4月1日，修業年限從6年延長為8年:127。
明治四十五年（1912年）3月8日，臺南市女子公學校成立（今中西區成功國小前身），招收第一公學校、第二公學校的女學童就讀，最初校址暫設在外新街育嬰堂:155。故同年4月1日起，該校只招收男學童:127。
大正二年（1913年）4月1日，該校增設二年制實業科:18:557，上課地點在臺南三山國王廟廟舍:127。在此同時，本科修業年限再從8年改回6年:127。後來大正七年（1918年）4月1日，該校借用臺南三山國王廟作為分教室:16。到了大正八年（1919年），原先增設的實業科在3月廢止，4月1日起附設「簡易商業學校」，仍借用三山國王廟上課:127:18。大正九年（1920年）開始新建校舍，次年竣工:127。計新建講堂及教室2棟，每棟各3間:16。
大正十一年（1922年）3月，附設的簡易商業學校廢止，之後簡易商業學校校址為「臺南商業補習學校」使用:18。「4月1日，增設二年制高等科:127。而此一時期，該校設立了「臺南第二公學校國語普及會」、「臺南第二公學校國語夜學會」等團體，以推廣「國語」（日語）:127。另外也成立了「同窗修養會」，作為畢業後校友間關懷與研究的場所:127。大正十四年（1925年），又增建教室5間:16。
昭和二年（1927年）4月1日，設立臺南第四公學校（今協進國小），第二公學校有456名學童轉到該校就讀:128:18。

### 寶公學校與寶國民學校時期

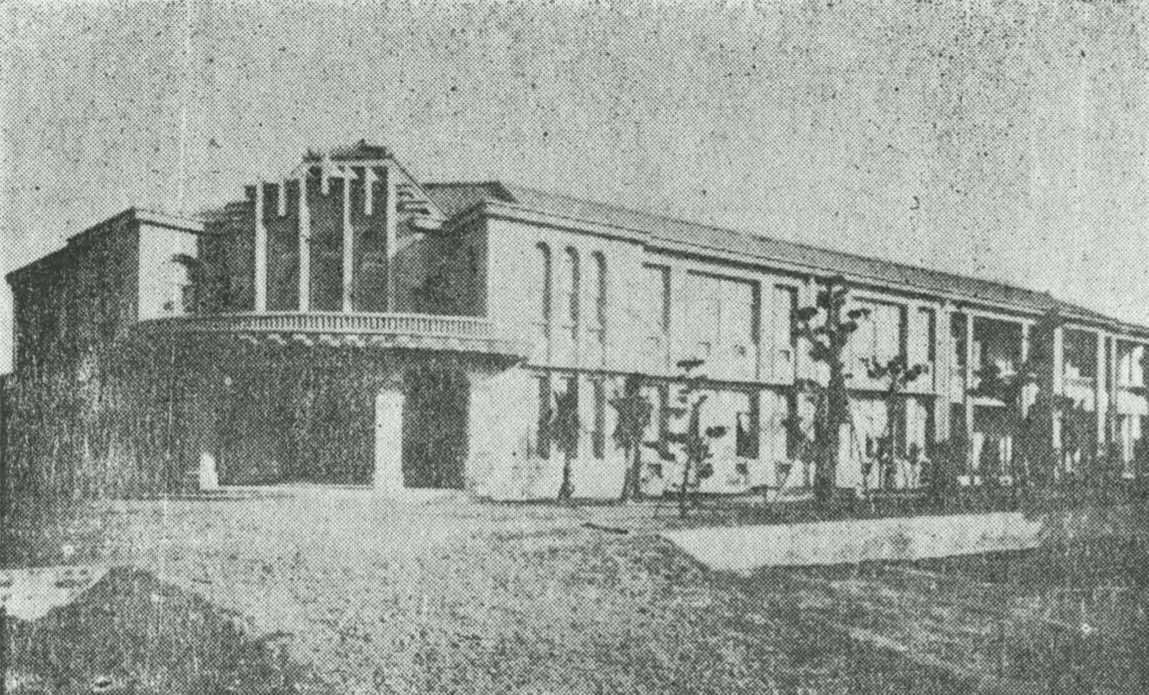
1938年落成的寶公學校本館

昭和三年（1928年）4月1日，因校址位在臺南市寶町，校名因而改為「寶公學校」:18:20:128。昭和六年（1931年）4月1日，增設「國語講習所」，教導一般民眾「國語」:128。而為了解決容易積水和校舍不足等問題，從昭和十年（1935年）開始分期拆除本館及教室，填高地基建新樓（2層樓、16間教室、4座樓梯），後於昭和十三年（1938年）11月30日完成新本館:16:557:128。而在此期間，寶公學校於昭和十二年（1937年）再次招收女生，計177名:128。昭和十四年（1939年）9月，附設臺南第二青年學校:128。昭和十五年（1940年）5月3日，在鄭子寮附設「國語講習所」:128。
昭和十六年（1941年），因為〈國民學校令〉等法令的實施與調整，4月1日起校名改為「寶國民學校」:128:20。校內並設有「寶特設國語講習所」:128。次年（1942年）4月1日，分設「伏見國民學校」（今公園國小）:18:557:20:128。

### 二次大戰後及立人國小時期

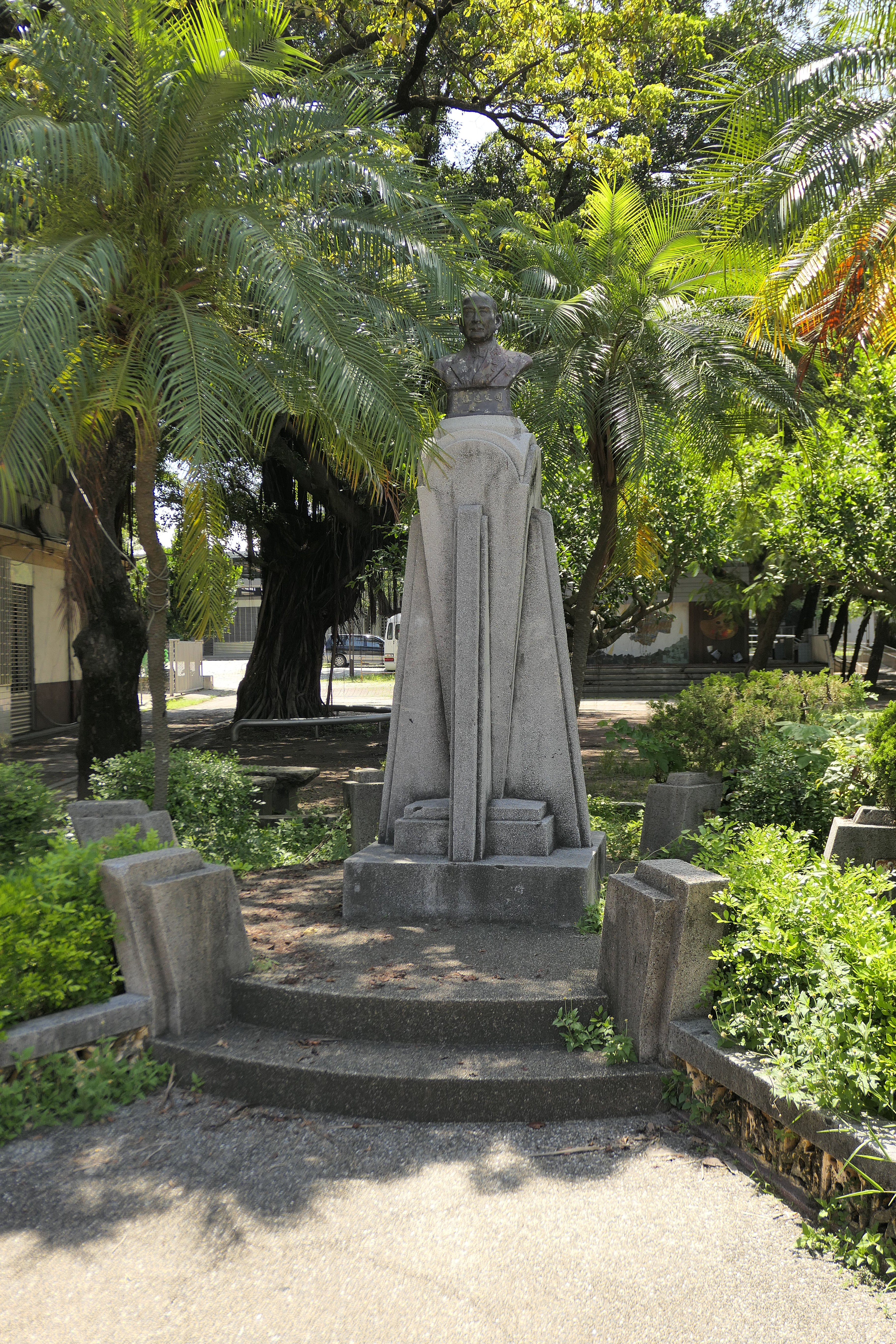
立人國小國父像（1953年）

進入臺灣戰後時期之初，該校仍因襲舊名。後來在民國35年（1946年）2月1日改名為「臺南市北區第一國民學校」，同年8月廢止高等科:129:20。隔年（1947年）2月1日又改為「立人國民學校」:20:129。而關於校名改為「立人」的原因 ，一說是為了紀念孫立人將軍，但也有說法認為是因為校前道路改稱「立人街」才跟著改校名:20。而在改名立人國民學校的同一年（1947年），有行政院長張群和臺灣省主席魏道明於10月27日到校參觀:21。後來學校又於民國38年8月1日增設了幼稚園，並新建校舍建築:22。
民國57年（1968年）推行九年義務教育後，於8月1日將校名改為「立人國民小學」:22。而後，校園內仍陸續增建建築，例如信義樓、四維樓、美術大樓、中山樓、立人館、仁愛樓等等:22。此外在民國71年（1982年）10月23日，該校奉教育部令創設美術教育實驗班。
民國82年（1993年）11月13日，日治時期留下來的忠孝樓二樓失火:17、22。之後民國92年（2003年）5月13日，臺南市政府指定「原寶公學校」（忠孝樓）為市定古蹟:22。民國101年（2012年）8月1日，因施行幼托整合政策，立人國小幼稚園改名「臺南市立人國民小學附設幼兒園」立案登記，後於8月30日進行揭牌。

### 相關學校
寶公學校（當時仍為第二公學校）在1913年4月增加了二年制實業科，六年後改為簡易商業學校，後來在1922年3月獨立，為今天臺南市「國立臺南高商」前身，同年4月增設二年制高等科並持續到戰後的1946年8月。而1927年4月1日又分出了第四公學校到清朝鎮海營所在地，為今天臺南市協進國小前身。1942年4月1日分設出伏見國民學校於今天臺南市延平國中校址，為現在臺南市公園國小前身。